# День славянской письменности и культуры
День славянской письменности и культуры (День святых Кирилла и Мефодия) — российское название праздника, приуроченного ко дню памяти святых равноапостольных братьев Мефодия и Кирилла (IX век).
Аналогичные государственные торжества существуют в ряде иных славянских стран.

## День святых Кирилла и Мефодия
История праздника восходит к церковной традиции, существовавшей в Болгарии в X—XI веках. Самые ранние данные по празднованию 11 мая дня равноапостольных святых просветителей Кирилла и Мефодия, известных также как «Солунские братья», датируются XII веком, хотя они были признаны святыми ещё в конце IX века. В отдельности память святого Кирилла отмечается 14 (27) февраля, святого Мефодия — 6 (19) апреля, в дни их смерти.
Общий праздник святых Кирилла и Мефодия отмечался болгарской церковью и в следующие века, а в эпоху болгарского Возрождения превратился в праздник созданной ими азбуки. Этот праздник выражал духовное стремление к церковной независимости, национальному самоопределению, расцвету просвещения и культуры болгар. Праздник отмечался не только в болгарских землях, но и среди эмигрантов в России и Румынии, болгарских студентов за границей, заключённых в турецких тюрьмах.
Празднование памяти святых братьев ещё в старые времена имело место у всех славянских народов, но затем, под влиянием исторических и политических обстоятельств, было утрачено. В начале XIX века, вместе с возрождением славянских народностей, обновилась и память славянских первоучителей. В 1863 году в России было принято постановление праздновать память святых Кирилла и Мефодия 11 мая.

## В Болгарии

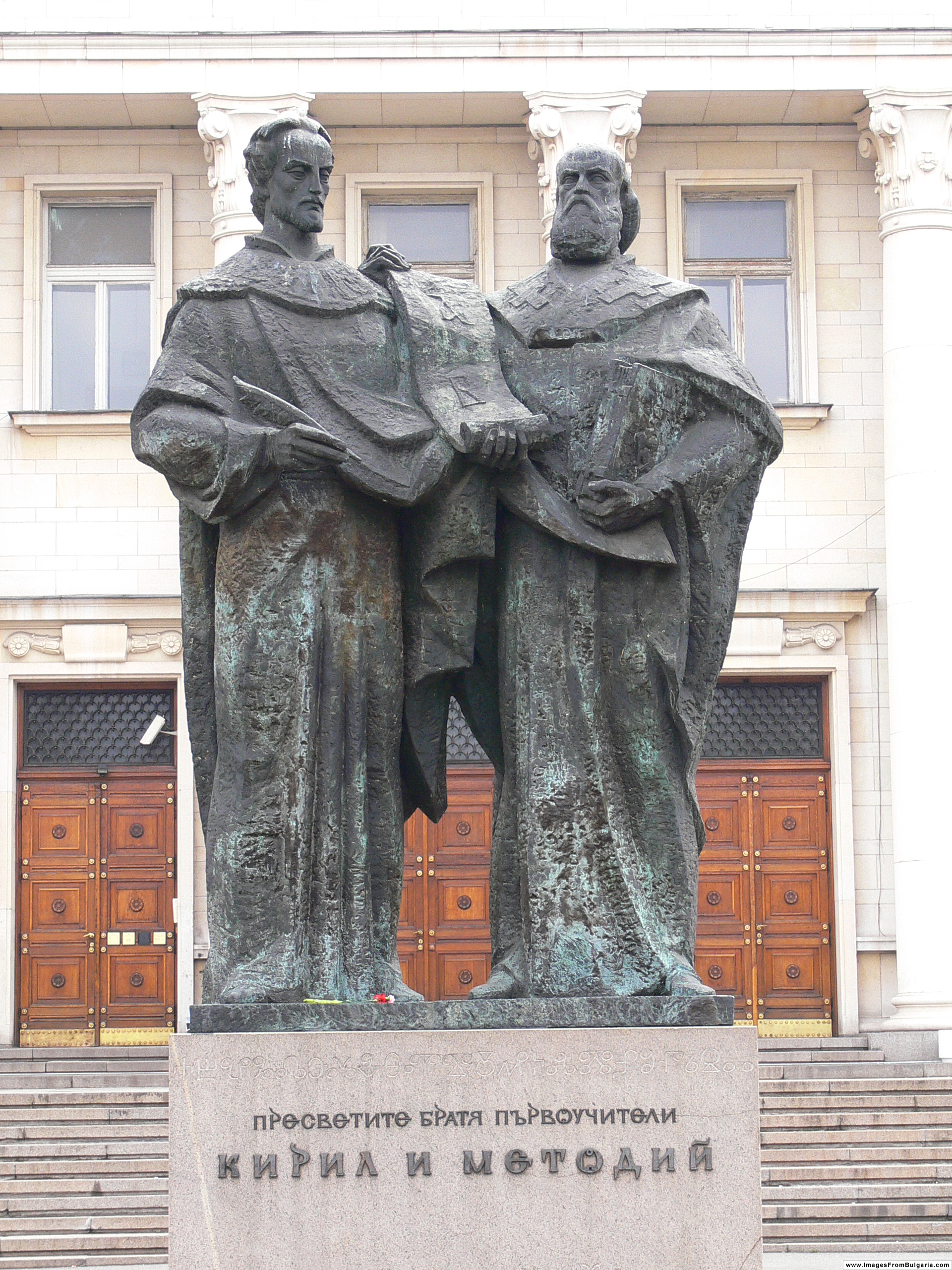
Памятник Кириллу и Мефодию. Болгарская национальная библиотека

День болгарского просвещения, культуры и славянской письменности (болг. Ден на българската просвета, култура и славянската писменост) является официальным болгарским национальным праздником. Отмечается 24 мая. В этот день болгары чествуют не только болгарскую культуру, но и создателей славянской азбуки (кириллицы) равноапостольных святых Кирилла и Мефодия.
Впервые праздник болгарской письменности, прошедший 22 мая 1803 года в Шумене, упоминается в армянской летописи 1813 года. По инициативе деятеля Болгарского возрождения Найдена Герова (1823—1900) праздник стали отмечать в 1851 году в Болгарии (сначала в Пловдиве, затем в Шумене, Ломе, Скопье, Велесе, Стамбуле, а потом и по всей стране). 11 мая было избрано в связи с тем, что этот день был общим церковным праздником обоих святых.
В 1892 году учитель музыки из Русе Стоян Михайловский (1856—1927) написал текст общешкольного гимна, названного «Гимн святых Кирилла и Мефодия». Гимн состоял из 14 строф, из которых обычно исполняют первые шесть. Болгары знают его по первой строке «Върви, народе възродени!» («Иди, народ возрождённый!»). В 1900 году композитор Панайот Пипков (1871—1942), в то время учитель в Ловече, написал музыку к гимну.
С введением в Болгарии григорианского календаря в 1916 году праздник стал датироваться 24 мая по государственному календарю (в церкви сохранялся юлианский календарь). В 1968 году церковь перешла на новоюлианский календарь, и в 1969 году церковный праздник пришёлся на 11 мая, однако в светском мире традиция отмечать праздник 24 мая сохранилась. 30 марта 1990 года решением 9-го Народного собрания Болгарии 24 мая объявлен официальным праздником — Днём болгарского просвещения, культуры и славянской письменности.
И по сей день в Болгарии в канун 24 мая устраивают праздники букв и викторины знаний. Венками из живых цветов школьники украшают портреты Кирилла и Мефодия. Кроме того, научные деятели, преподаватели школ и вузов возлагают венки и цветы к памятникам Кириллу и Мефодию. Звучит гимн Кириллу и Мефодию.
Обычно к празднику приурочиваются другие культурные события, к примеру, «Салон искусств» в Народном Дворце в Софии, книжные ярмарки, поэтические чтения, книжные выставки и пр.
По пышности и масштабности празднования в Болгарии превосходят отмечание праздника в других славянских странах. В социалистический период в городах и крупных посёлках 24 мая устраивались массовые манифестации школьников и преподавателей начальных и средних школ, которые проводятся и в настоящее время. Неделя около 24 мая — также пора «абитуриентских балов» выпускников средних школ.
С присоединением Болгарии к Европейскому союзу 1 января 2007 года кириллица стала его третьей официальной азбукой.

## В России

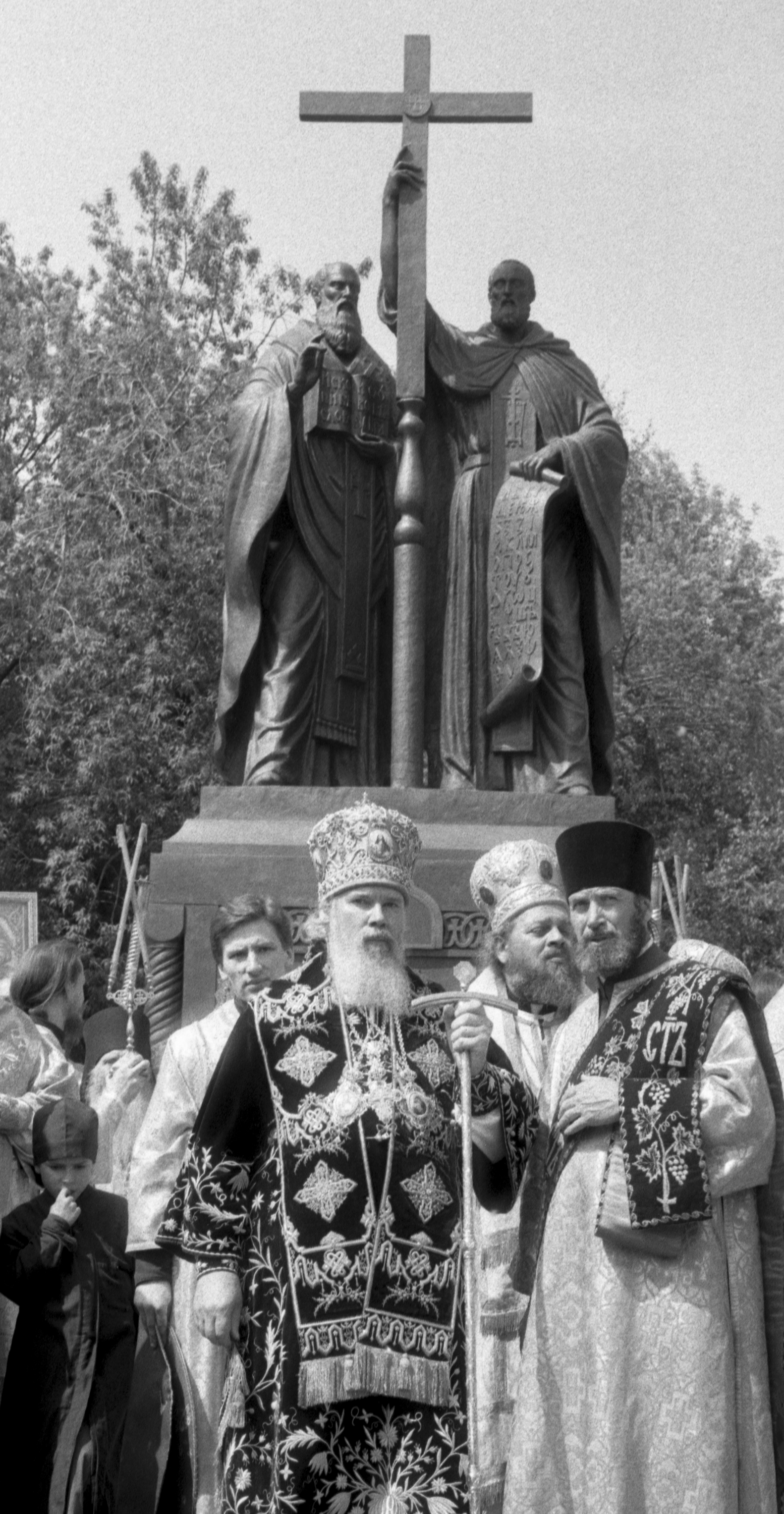
Патриарх Московский и всея Руси Алексий II открывает памятник Кириллу и Мефодию в Москве, 24.05.1992

В 1863 году Российский Святейший Синод определил, в связи с празднованием тысячелетия Моравской миссии святых Кирилла и Мефодия, установить ежегодное празднование в честь преподобных Мефодия и Кирилла 11 мая.
В 1985 году в СССР, когда отмечалось 1100-летие преставления Мефодия, день 24 мая был объявлен «праздником славянской культуры и письменности». По словам Александра Крутова, «Начал он отмечаться 24 мая 1986-го в Мурманске — самом северном городе страны. „Застрельщиками“ стала группа энтузиастов во главе с местным писателем Виталием Масловым и его московскими коллегами Владимиром Крупиным, Юрием Кузнецовым, Владимиром Личутиным и некоторыми другими. Потом центры торжеств переходили по городам и весям: Вологда, Великий Новгород, Киев, Минск, Смоленск, Владимир, Белгород, Кострома... Среди ярких участников перебывали практически все самобытные русские писатели-„почвенники“, и прежде всего Василий Белов и Валентин Распутин».
30 января 1991 года Президиум Верховного Совета РСФСР принял постановление о ежегодном проведении «Дней славянской культуры и письменности». Столицей праздника каждый год становился какой-нибудь новый населённый пункт России (кроме 1989 и 1990 годов, когда столицами были соответственно Киев и Минск). Участниками первого праздника, который состоялся в 1986 году в Мурманске в рамках традиционных литературных встреч «Дни Баренцева моря», стали писатели: В. С. Маслов, В. Смирнов, В. Тимофеев, О. Воронова, Б. Орлов, Н. Колычёв, И. Козлов, В. Сорокажердьев, В. Санги, В. Крупин, Ю. Кузнецов, В. Устинов, Ю. Медведев, С. Шуртаков, В. Личутин, В. Бондаренко, И. Меркурьев, В. Шапошников, Г. Юшков, В. Шириков.

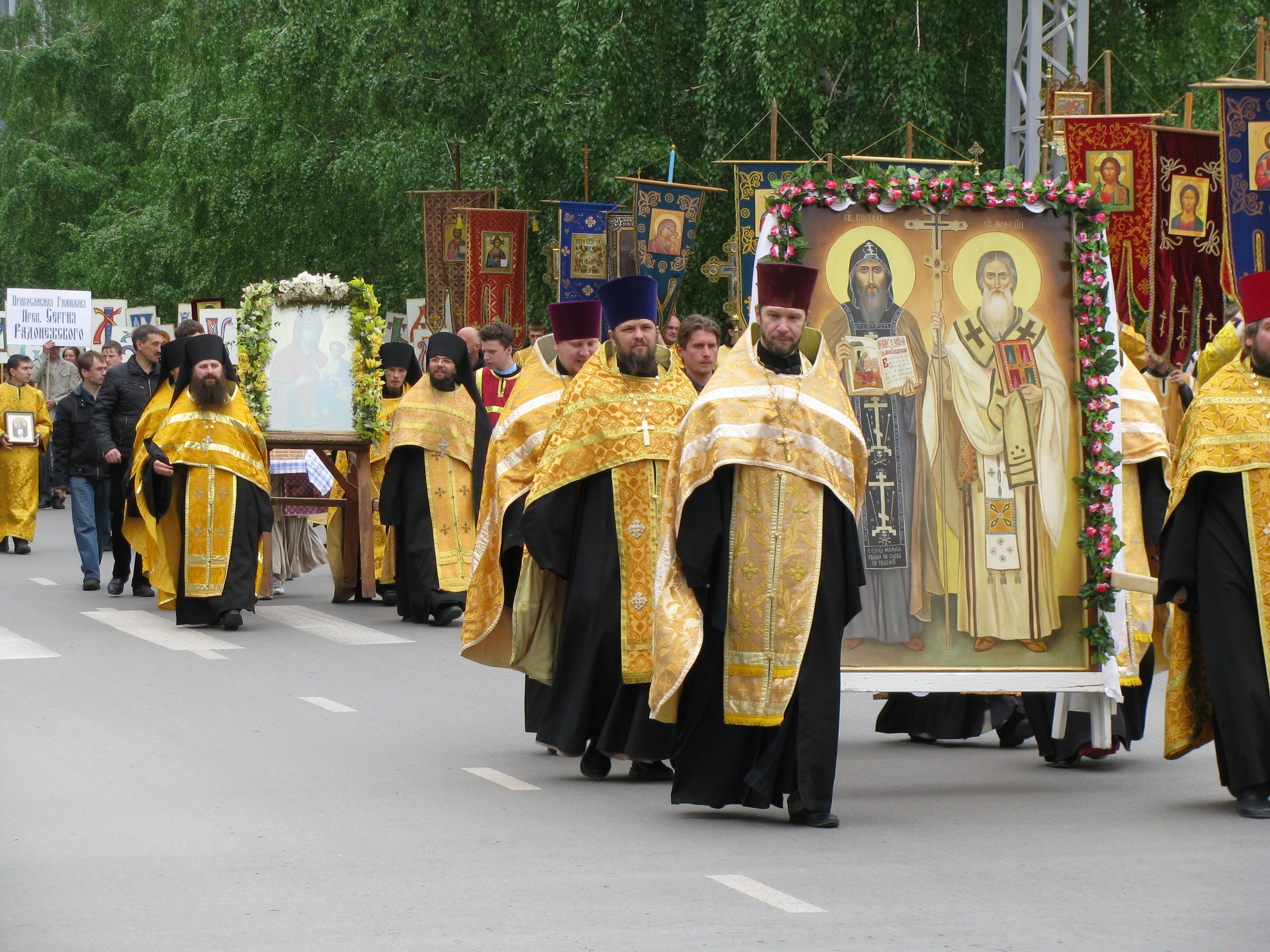
Крестный ход в Новосибирске в день славянской культуры и письменности (2009 год)
Поклонный крест св. Кириллу и Мефодию (Саратов) открыт 24 мая 2006г.
Памятник св. Кириллу и Мефодию в Саратове. Открыт 23 мая 2009 года
Эмблема праздника в Коломне 2007 года
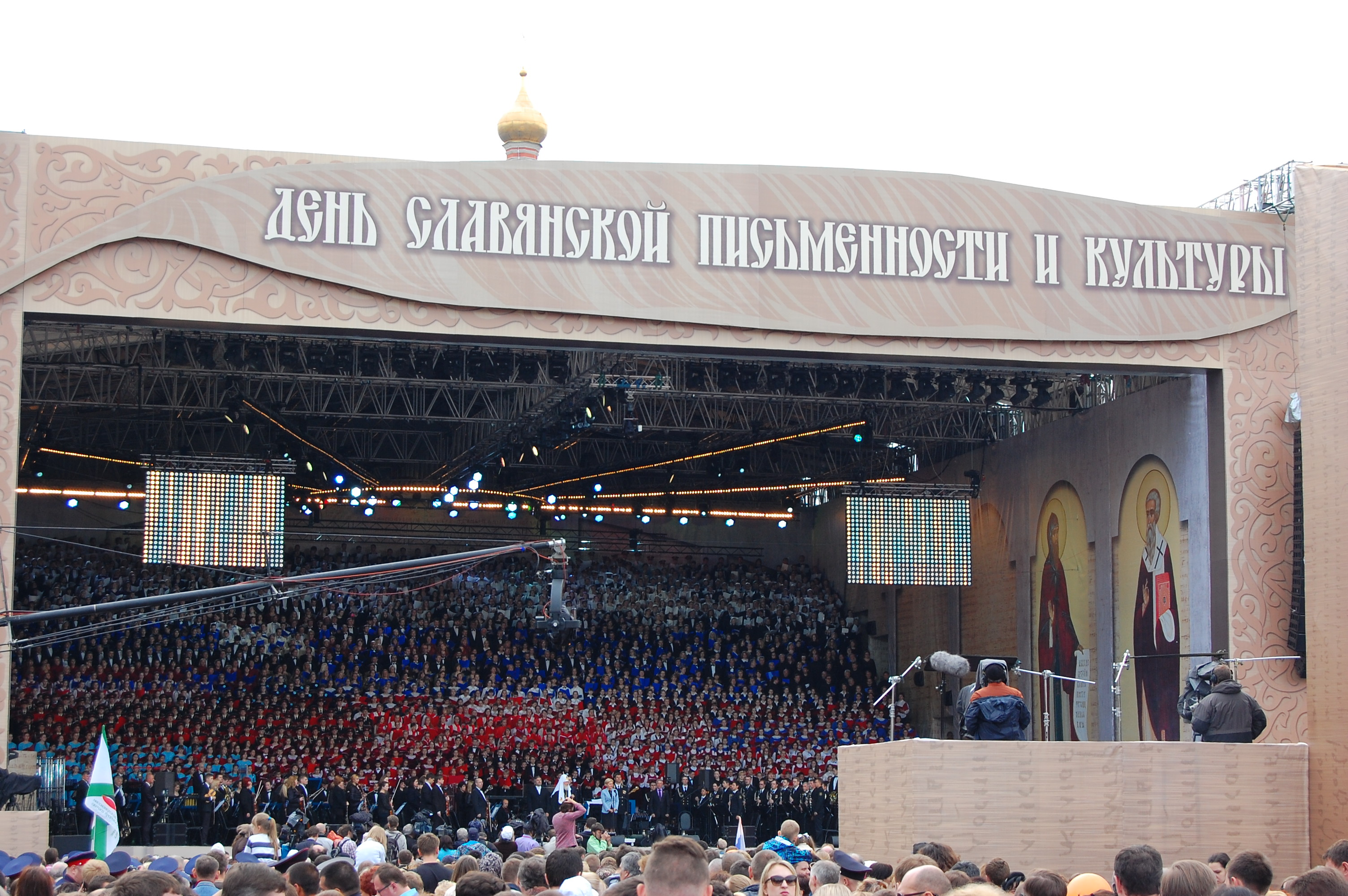
Концерт на Красной площади в Москве в 2015 году

### Центры празднования

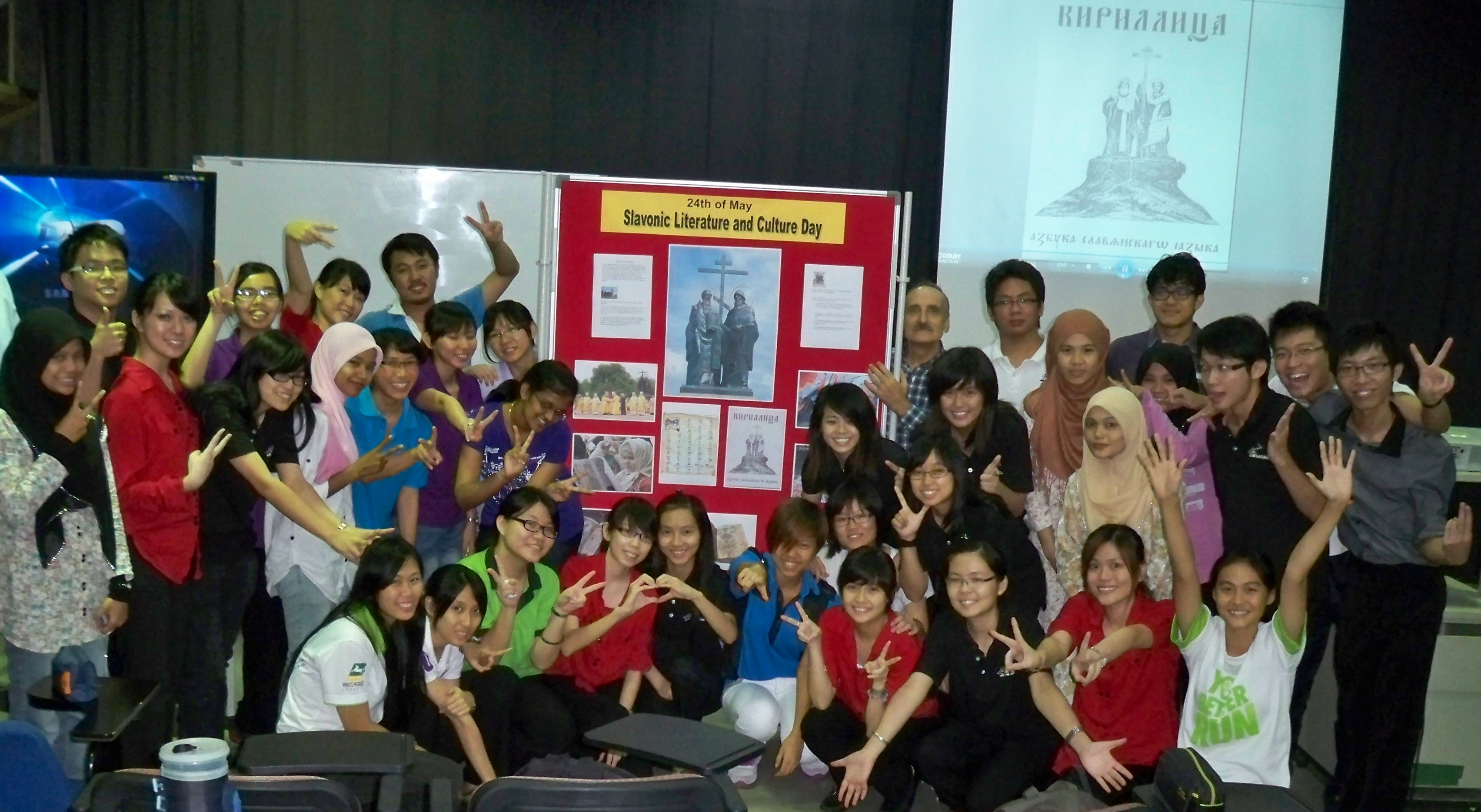
Празднование Дня славянской письменности и культуры в Университете Малайя (Малайзия), 24 мая 2012 года

1986 год — в Мурманске прошёл первый праздник под названием «Праздник письменности».
1987 год — Вологда.
1988 год — Новгород.
1989 год — Киев.
1990 год — Минск.
1991 год — Смоленск.
1992 год — Москва.
1993 год — Москва.
1994 год — Владимир.
1995 год — Белгород.
1996 год — Кострома.
1997 год — Орёл.
1998 год — Ярославль.
1999 год — Псков.
2000 год — Рязань.
2001 год — Калуга.
2002 год — Новосибирск.
2003 год — Воронеж.
2004 год — Самара.
2005 год — Ростов-на-Дону, Новочеркасск.
2006 год — Ханты-Мансийск.
2007 год — Коломна.
2008 год — Тверь.
2009 год — Саратов.
С 2010 года основные торжества проводятся в Москве.

## В Чехии и Словакии
День Святых Равноапостольных братьев Кирилла и Мефодия (праздник славянской письменности) (словац. Sviatok svätého Cyrila a svätého Metoda, чеш. Den slovanských věrozvěstů Cyrila a Metoděje) отмечается 5 июля в Чехии, а также в Словакии, в день прихода Святых в Великую Моравию. Это единственный государственный и церковный праздник в Чехии. В этот день происходят торжественные богослужения в церквях.

## В Северной Македонии
В Северной Македонии праздник официально называется День всеславянских просветителей и учителей (макед. Ден на сесловенските просветители и учители) или День святых солунских братьев Святых Кирилла и Мефодия (макед. Ден на Светите браќа на Солун, Свети Кирил и Методиј). Традиционно он начинается приветствием премьер-министра к гражданам Северной Македонии.
Основные празднования проводятся в Охриде: так с утра проводится турнир по мини-футболу в средней школе имени Ванчо Питошеского среди учеников средних школ общины Охрид. Главная церемония по случаю Дня всеславянских просветителей проводится перед памятником Святым Кириллу и Мефодию в городском парке и организуется муниципальными властями. На празднике всегда присутствуют деятели образования и культуры, студенты, представители общественных организаций и политических партий, которые возлагают цветы к памятнику.

## В Приднестровье

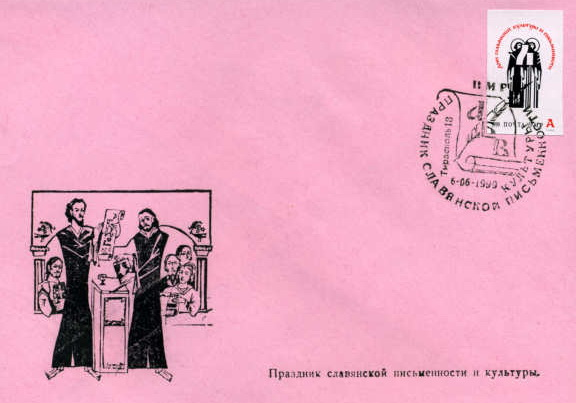
Конверт первого дня, посвящённый Дням славянской письменности и культуры

Ежегодно 24 мая в Приднестровской Молдавской Республике отмечаются Дни славянской письменности и культуры (молд. Зилеле скриерии ши културии славе, укр. Дні слов'янської писемності і культури), которые в 1994 году стали государственным праздником. Первые торжества, посвящённые памяти знаменитых солунских братьев, прошли в 1990 году в столичном сквере у центральной городской библиотеки.
Именем двух святых Кирилла и Мефодия назван Культурно-просветительский центр Приднестровского Государственного Университета им. Т. Г. Шевченко, а также церковь в городе Днестровск.
В 1999 году ГУП «Марка Приднестровья» выпустила почтовую марку, посвящённую дням славянской письменности и культуры.
В 2011 году с 13 по 25 мая в Приднестровье проводились мероприятия, посвящённые празднованию Дней славянской письменности и культуры. В эти дни проходили тематические выставки, концертные и развлекательные программы, литургии в соборах и церквях, лекции и литературные чтения, театральные спектакли, научно-практические конференции в учреждениях культуры и образования.
В 2013 году на фасаде днестровского храма была установлена и освящена памятная плита в честь 1150-летия создания славянской азбуки святыми равноапостольными Кириллом и Мефодием.